# Charles Dufour
Charles Henry Dufour (ur. 25 kwietnia 1940 w Kingston) – jamajski duchowny katolicki, arcybiskup Kingston w latach 2011-2016.

## Życiorys
12 sierpnia 1970 otrzymał święcenia kapłańskie.
6 grudnia 1995 został mianowany przez Jana Pawła II biskupem Montego Bay. Sakry biskupiej 10 lutego 1996 udzielił mu arcybiskup Kingston – Edgerton Roland Clarke. W dniu 15 kwietnia 2011 roku został mianowany arcybiskupem Kingston.